# Albert af Slesvig-Holsten-Sønderborg-Augustenborg
Albert, hertug af Augustenborg (26. februar 1869 på Frogmore House – 27. april 1931 i Berlin) var søn af Frederik Christian af Augustenborg og Helena af Storbritannien.
Slægten Augustenborg, som var en sidegren til Huset Oldenborg, uddøde 1931 med Alberts død.

## Eksterne links
- Wikimedia Commons har flere filer relateret til Albert af Slesvig-Holsten-Sønderborg-Augustenborg
- Die Herzöge von Augustenburg på Gesellschaft für Schleswig-Holsteinische Geschichte's hjemmeside (tysk)